# V1094 Scorpii
V1094 Scorpii är en ensam stjärna i den mellersta delen av stjärnbilden Skorpionen. Den har en skenbar magnitud av ca 13,5 och kräver ett kraftfullt teleskop för att kunna observeras. Baserat på parallax enligt Gaia Data Release 2 på ca 6,51 mas, beräknas den befinna sig på ett avstånd på ca 500 ljusår (154 parsek) från solen. Den rör sig bort från solen med en heliocentrisk radialhastighet på ca 2 km/s. Stjärnan är belägen i den unga stjärnbildningsregionen Lupus.

## Egenskaper

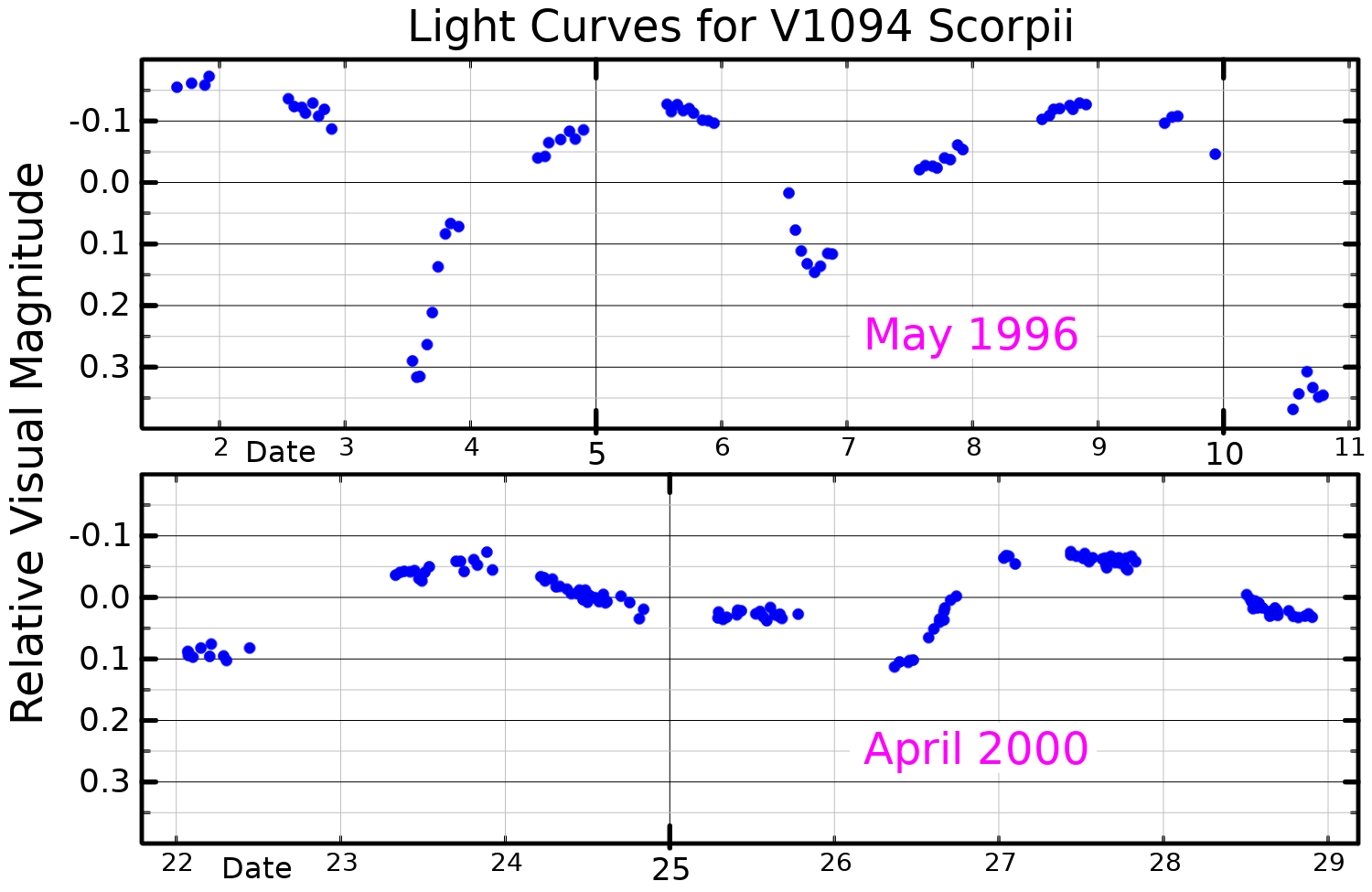
Ljuskurva i synliga bandet för V1094 Scorpii plottade från Wichmann et al. (1998) och Joergens et al. (2001).

V1094 Scorpii är en orange till gul stjärna i huvudserien av spektralklass K6 V. Den har en massa som är ca 0,92 solmassa, en radie på ca 1,9 solradie och utsänder från dess fotosfär energi motsvarande ca 1,7 gånger solen vid en effektiv temperatur av ca 4 200 K. Stjärnan omges av en protoplanetarisk skiva som sträcker sig ut till ett avstånd av 300 AE från stjärnan. Det finns luckor vid 100 AE och 170 AE, med ljusa ringar vid 130 AE och 220 AE.

## Planetsystem
Periodiska variationer i radiell hastighet hos den unga stjärnan V1094 Scorpii har först förklarats med närvaron av ett substellärt objekt i en snäv omloppsbana. För närvarande (2023) har teorin om ett substellärt objekt dragits tillbaka och istället anges stjärnfläckar som den faktiska orsaken till observerade variationer i radiell hastighet.
| Planet           | Massa  | Halv storaxel (AE) | Siderisk omloppstid (d) | Excentricitet | Inklination | Radie |
| ---------------- | ------ | ------------------ | ----------------------- | ------------- | ----------- | ----- |
| b / (ifrågasatt) | ≤24 MJ | ca 0,065           | 7,2                     | 0?            | -           | -     |